# کلاغ کوبایی
کلاغ کوبایی(نام علمی: Corvus nasicus) نام یک گونه از سرده کلاغ است.